# Secret Wars
Secret Wars (с англ. — «Секретные войны») — кроссовер-серия комиксов из 12-ти выпусков, опубликованная издательством Marvel Comics в 1984—1985 годах. Серия была написана сценаристом Джимом Шутером и проиллюстрирована художниками Майком Зеком и Бобом Лейтоном и была связана с одноимённой линией коллекционных фигурок в виде супергероев Marvel.

## История публикаций
Автор серии Джим Шутер прокомментировал детали её создания:

Компания Kenner Products [производящая игрушки] получила лицензию на персонажей DC Comics. У Mattel был Хи-Мен, но они хотели перестраховаться на всякий случай, потому они были заинтересованы в персонажах Marvel, но только в том случае, если мы запустим публикацию сюжета, который будет широко освещаться, чтобы они могли построить фабулу вокруг него. Поклонники, особенно юные, предлагали мне сделать «одну большую историю со всеми героями и злодеями», и я предложил её Mattel, и она была принята. Mattel думали, что дети хорошо среагируют на слово «Секретный», так что после пары рабочих названий мы решили назвать серию Marvel Super Heroes Secret Wars.— 
В работе над выбором названия для серии игрушек у Шутера и команды был ряд идей. Тестовые опросы поклонников Mattel показали, что читатели одобрительно реагировали на слова «война» и «секретный». Позже, Marvel выдвинула ряд своих требований. По их мнению, Доктор Дум в виде игрушки выглядел слишком средневеково. Его броня должна быть более современной и технически усовершенствованной, как и у Железного человека. Marvel также предложила включить в наборы крепости, оружие, транспортные средства, которые придавали бы игрушкам дополнительную ценность несмотря на неизбежное повышение цены.
Когда пришло время начать работу над сценарием серии, Шутер согласился, и вместе с ним были привлечены художники Зебб Уэллс и Боб Лейтон. Кроссовер объединил в себе такие серии как The Amazing Spider-Man; Avengers; Captain America; Hulk; Iron Man; The Thing; Fantastic Four; Marvel Team-Up; Thor и Uncanny X-Men. В июле 1985 — марте 1986 вышел сиквел серии, Secret Wars II.

## Сюжет
В основной вселенной Marvel появилась космическая сущность — Потусторонний. Увидев, насколько сильны супергерои Земли и оценив их потенциал, он, против их воли, перенёс группу героев на одну из планет в другой галактике для участия в «битве». Планета была оборудована техникой, оружием и неизвестными, более продвинутыми технологиями. «Я из загробного мира! Убейте всех ваших врагов и вы получите всё, что вы захотите. О чём бы вы ни мечтали не будет невозможным для меня», — сообщил Потусторонний.
Потусторонний собрал группу героев в лице Мстителей (Капитана Америки, Капитана Марвела II, Соколиного глаза, Железного человека Джима Роудса, заменившего Тони Старка, Женщины-Халк, Тора и Осы), трёх членов Фантастической четвёрки (Человека-факела, Существа и Мистера Фантастика), мутантов команды Люди Икс (Колосса, Циклопа, Ночного змея, Профессора Икс, Роуг, Шторм и Росомахи), а также нескольких одиночных героев, таких как Человек-паук, Женщина-паук Джулия Карпентер, Халк, а также несколько злодеев — Поглотитель, Доктор Дум, Доктор Осьминог, Канг Завоеватель, Человек-молекула, Альтрон, Чародейка, Титания, Волкана и Крушители. Изначально, вместе с героями прибыл Магнето, а вместе со злодеями — Галактус, но оба не участвовали в битвах.
Между героями (среди которых Люди Икс держались обособленной группой) и злодеями происходит несколько стычек. За время сюжетной линии было создано несколько новых персонажей — Титания и Волкана, а также введено новое альтер эго Женщины-паук — Джулия Карпентер. Человек-паук находит новый костюм — чёрно-белый, не зная, что на самом деле это — симбиот, впоследствии объединившийся с журналистом Эдди Броком и ставший известным как Веном. Доктор Дум забирает часть сил у Потустороннего, а Колосс умирает, пожертвовав своей жизнью. Существо собирается остаться в галактике на время, чтобы исследовать её, в результате чего к Фантастической четверке присоединяется Женщина-Халк в качестве его замены.

## Коллекционная значимость
В выпуске Secret Wars #8 рассказывается о том, как Человек-паук получил чёрно-белый костюм-симбиот, который впоследствии объединился с Эдди Броком и стал Веномом. Данный выпуск является «ключевым» и обладает коллекционной значимостью. Цена за комикс, оценённый специальной компанией CGC в 9,8 баллов из 10, колеблется от 60 до 80 $. В июле 2011 года на интернет-аукционе он был продан за 75 $. Выпуск в идеальном качестве (10 баллов из 10) в мае 2010 года был продан за 5676,25 $.

## Вне комиксов

### Кино
Фильм под названием «Мстители: Секретные войны» находится в разработке и выйдет на экраны 7 мая 2027 года. Станет шестым фильмом о Мстителях в рамках медиафраншизы «Кинематографическая вселенная Marvel».

### Телевидение
- Краткая версия Секретных войн появилась в мультсериале «Человек-паук» (1994), где Странник и Мадам Паутина выбрали Человека-паука в качестве лидера команды супергероев, состоящей из Фантастической четвёрки, Железного человека, Шторма, Чёрной кошки и Капитана Америка, в борьбе против Доктора Дума, Доктора Осьминога, Алистера Смайта, Ящера и Красного Черепа. Изначальной целью была якобы попытка определить, кто сильнее — добро или зло, однако после войны стало известно, что произошедшие события были проверкой того, какая из нескольких альтернативных версий Человека-паука достойна руководить командой, чтобы спасти вселенную[18][19].

### Игрушки
- В 1984—1985 годах компания Mattel выпустила серию игрушек, помимо персонажей включающую в себя оружие, транспортные средства и принадлежности.